# Avatha minima
Avatha minima là một loài bướm đêm trong họ Erebidae.